# C-3320
La  C-3320  fue una carretera española perteneciente a la Red comarcal de carreteras del Estado. Su recorrido comenzaba en la localidad de Almusafes, en el enlace con la autopista  A-7  (hoy  AP-7 ), y finalizaba en la localidad de Játiva junto al enlace con la carretera  N-340 . Unía las comarcas de la Ribera baja, Ribera alta y  La costera.

## Nomenclatura
La antigua carretera C-3320 pertenecía a la red de carreteras comarcales del Ministerio de Fomento. Su nombre está formado por: C, que indica que era una carretera comarcal de nivel estatal; y el 3320 es el número que recibe según el orden de nomenclaturas de las carreteras comarcales, según donde comiencen, su distancia a Madrid y si son radiales o transversal respecto a la capital.

## Trazado Actual
La C-3320 tiene el mismo trazado que las actuales  CV-41  y  CV-42 . Al ser transferida a la Generalidad Valenciana, se ha cambiado la nomenclatura y dividido en 2 carreteras diferentes, el tramo entre Alumssafes y Alcira como  CV-42 , que incluye las variantes de Almusafes y Algemesí así como el nuevo acceso desde la Autovía  A-7  a la factoría Ford. Y el tramo de Alcira a Játiva se ha renombrado como  CV-41 .